# 松木 (さいたま市)
松木（まつき）は、さいたま市緑区の町名。現行行政地名は松木一丁目から松木三丁目。住居表示未実施地区。郵便番号は336-0918。

## 地理
さいたま市緑区北西部の大宮台地（浦和大宮支台）上に位置する。北側で大字三室の飛地に、北東側で宮本に、南東側で芝原に、南西側で大字中尾に、西側から北西側にかけて大字三室に、北西側で馬場に隣接する。鉄道駅からは離れており、区画整理された住宅地となっている。

### 地価
住宅地の地価は、2013年（平成25年）7月1日の埼玉県の地価調査によると、松木二丁目5番13の地点で13万7000円/m2となっている。

## 歴史
- 2000年（平成12年）10月7日 - 松木特定区画整理事業の換地処分が前日に行われた[6]ことに伴い、町名地番変更が行われ、浦和市大字三室の一部から松木一丁目 - 三丁目が成立。
- 2001年（平成13年）5月1日 - 浦和市・大宮市・与野市が合併し、さいたま市が発足。同市の町名となる。
- 2003年（平成15年）4月1日 - さいたま市が政令指定都市に移行し、同市緑区の町名となる。
- 2006年（平成18年）12月5日 - 松木一丁目の一部を施行区域に含む三室南宿土地区画整理事業の事業計画決定が告示される[6]。
- 2013年（平成25年）9月21日 - 三室南宿土地区画整理事業の換地処分が前日に行われた[6]ことに伴い、町名地番変更が行われ[7]、大字三室の一部が松木一丁目に編入されるとともに、松木一丁目の一部の地番が変更される[8][9]。

### 地名の由来
三室の小字であった松ノ木が由来。

## 世帯数と人口
2017年（平成29年）9月1日時点の世帯数と人口は以下の通りである。
| 丁目       | 世帯数    | 人口    |
| ---------- | --------- | ------- |
| 松木一丁目 | 460世帯   | 1,187人 |
| 松木二丁目 | 468世帯   | 1,184人 |
| 松木三丁目 | 755世帯   | 1,818人 |
| 計         | 1,683世帯 | 4,189人 |

## 小・中学校の学区
市立小・中学校に通う場合、学区（校区）は以下の通りとなる。
| 丁目       | 区域                   | 小学校                 | 中学校                 |
| ---------- | ---------------------- | ---------------------- | ---------------------- |
| 松木一丁目 | 1 - 13番地 21 - 24番地 | さいたま市立三室小学校 | さいたま市立三室中学校 |
| 松木一丁目 | その他                 | さいたま市立芝原小学校 | さいたま市立三室中学校 |
| 松木二丁目 | 全域                   | さいたま市立芝原小学校 | さいたま市立三室中学校 |
| 松木三丁目 | 全域                   | さいたま市立芝原小学校 | さいたま市立三室中学校 |

## 交通

### 鉄道
地区内に鉄道は敷設されていない。最寄り駅はJR武蔵野線東浦和駅で、松木二丁目5番13の地点よりおよそ2.8 kmの場所にある。

### 道路
- 大間木丸ヶ崎線
- 元町三室線
- 駒形松木線
- 松木南宿線

### バス
東浦和駅と馬場折返場・市立病院・さいたま東営業所方面を結ぶ国際興業バスの路線バスが運行されている。

## 施設
一丁目
- 松木保育園
- 宮本第一公園

二丁目
- 埼玉縣信用金庫三室出張所ATM
- 毘沙門堂
- 松木南公園

三丁目
- 老人ホームリバティーハウス
- 東浦和メディカルプラザ
- 松木東公園
- 宮本第二公園